# Quiet Life (album Japan)
Quiet Life è il terzo album del gruppo musicale inglese Japan pubblicato nel 1979.

## Tracce
Testi e musiche di David Sylvian, eccetto dove indicato.
Lato A
1. Quiet Life – 4:52
2. Fall in Love with Me – 4:37
3. Despair – 6:01
4. In Vogue – 6:36

Lato B
1. Halloween – 4:26
2. All Tomorrow's Parties – 5:43 (Lou Reed)
3. Alien – 5:07
4. The Other Side of Life – 7:29

## Formazione
- David Sylvian – voce, chitarra
- Steve Jansen – batteria, percussioni
- Mick Karn – basso, sassofoni, voce
- Rob Dean – chitarra
- Richard Barbieri – sintetizzatori, tastiere